# Juraj Hovančík
Juraj Hovančík (* 22. listopadu 1990, Prešov) je slovenský fotbalový záložník a bývalý mládežnický reprezentant, od července 2015 hráč FC VSS Košice, od března 2017 na hostování v 1. FC Tatran Prešov.

## Klubová kariéra
Svoji fotbalovou kariéru začal v Šarišských Dravcách. S profi fotbalem začal v MFK Košice, kde hrál už od mladšího dorostu. Vyvíjel se zejména pod trenérem Jánem Kozákem. V prosinci 2013 se nedohodl na nové smlouvě a chystal se změnit klub. Zájem měly kluby z České republiky a z italské Serie B. V lednu 2014 byl na testech v italském klubu Ternana Calcio hrajícího Serii B, kde už působila dvojice krajanů Martin Valjent a Pavol Farkaš, dále v FC Slovan Liberec a polských klubech Cracovia a Ruch Chorzów.
Nicméně angažmá sehnal až v červenci 2014, kdy podepsal smlouvu s nováčkem 1. slovenské ligy, týmem FO ŽP ŠPORT Podbrezová. Za Podbrezovou vstřelil historicky první gól v nejvyšší soutěži, v prvním kole 11. července 2014 proti ŠK Slovan Bratislava (porážka 1:2), vyrovnával na průběžných 1:1.
Po sezóně 2014/15 se vrátil do FC VSS Košice (dříve MFK Košice). V roce 2016 prodělal zranění, z něhož se dlouho zotavoval. V zimní přestávce sezóny 2016/17 absolvoval přípravu s klubem FC Lokomotíva Košice. Nakonec odešel pro jarní část sezóny hostovat z FC VSS Košice do jiného východoslovenského klubu 1. FC Tatran Prešov hrajícího 1. slovenskou ligu.